# قورباغه‌ها (کتاب)
 قورباغه‌ها  یا غوکان (یونانی کهن: Βάτραχοι Bátrachoi )
یک کمدی نوشتهٔ نمایش‌نامه‌نویس یونان کهن آریستوفان است. این نمایش‌نامه در لنایا یکی از فستیوال‌های دیونیسوس در ۴۰۵ ق.م اجرا شد و مقام اول را به دست آورد. این اثر در ایران توسط رضا شیرمز ترجمه و توسط انتشارات قطره منتشر شده است.
1. ↑  «قورباغه ها) مجموعه کمدی های آریستوفان( (اریستوفانس) - کتابخانه مرکزی و مرکز اطلاع رسانی شهرداری اصفهان». www.lib.ir. دریافت‌شده در ۲۰۲۱-۰۵-۲۶.
2. ↑  «قورباغه ها-آريستوفانيس-رضا شيرمرز/قطره». ایکات. بایگانی‌شده از اصلی در ۲۶ مه ۲۰۲۱. دریافت‌شده در ۲۰۲۱-۰۵-۲۶.